# Proband
Proband, är en terminologi som används inom släktforskning, och är beteckningen på den person som en antavla utgår från. Utifrån probanden redovisas sedan personens anor. Uttrycket används även inom medicinsk genetik och syftar då på den individ varigenom en viss genetisk förändring upptäcks.